# Cheilophyllum
Cheilophyllum é um género de planta com flor pertencente à família Scrophulariaceae. 
A autoridade científica da espécie é Pennell ex Britton, tendo sido publicada em Memoirs of the Torrey Botanical Club 16: 103. 1920.
Trata-se de um género não aceite pelo sistema de classificação filogenético Angiosperm Phylogeny Website

## Espécies
Segundo a base de dados The Plant List tem 9 espécies descritas das quais 8 são aceites:
- Cheilophyllum dentatum Urb.
- Cheilophyllum jamaicense Pennell
- Cheilophyllum macranthum Urb.
- Cheilophyllum marginatum Pennell
- Cheilophyllum micranthum Urb.
- Cheilophyllum microphyllum Pennell
- Cheilophyllum radicans (Griseb.) Pennell
- Cheilophyllum sphaerocarpum Urb.